# Paralimnophila aurantionigra
Paralimnophila aurantionigra là một loài ruồi trong họ Limoniidae. Chúng phân bố ở miền Australasia.